# Железопътен транспорт
Железница пренасочва насам.  За други значения вижте Железница (пояснение).
Железопътният транспорт (съкратено жп транспорт) е транспорт на пътници и товари, изпълняван по специално изграден релсов път (железопътна линия).
Превозните жп средства се движат върху две успоредни стоманени релси на каучукови и стоманени подложки, монтирани върху каучукови подложки и дървени, стоманобетонови или стоманени траверси, поддържащи релсите на определено разстояние (междурелсие) помежду им.
Транспортните средства почти винаги са подредени във влакове – поредици от отделни задвижващи или задвижвани транспортни средства, свързани заедно.
Железопътният транспорт е сред най-енергийно ефективните средства за механизиран наземен транспорт. Релсите образуват много гладка и твърда повърхност, по която колелата на влака се движат с минимално триене. Например един типичен вагон може да носи 125 тона товар плюс собственото си тегло на две четириколесни талиги. Контактната зона колело - релса е с размер един - два см². Влаковете имат и малка челна повърхност спрямо превозвания товар, което намалява въздушното съпротивление. Като цяло при оптимални условия железопътният транспорт изразходва 50 – 70% по-малко енергия за превозване на даден товар, отколкото пътния транспорт.
Други предимства на железопътния транспорт са относително високата безопасност и комфортът при пътуването. Той се характеризира и с ефективно използване на пространството – двойна железопътна линия може да превози повече пътници или товари за дадено време, отколкото четирилентов път.
В резултат на тези предимства железопътният транспорт е основна форма на обществен транспорт в много страни. Например в Индия, Южна Корея, Япония, Китай милиони хора използват редовно влаковете за придвижване.
Стопанската ефективност на релсовия транспорт е спорна. Повечето железопътни системи, включително градското метро, са силно нерентабилни и разчитат за съществуването си на субсидии. Пример за изключение от това правило е East Japan Railway Company в Япония и до известна степен системата на товарните железници в Съединените щати. През 20 век дължината на железопътните линии в индустриализираните страни намалява.